# Jeff Beck with the Jan Hammer Group Live
Jeff Beck with the Jan Hammer Group Live je společné koncertní album kytaristy Jeffa Becka a klávesisty českého původu Jana Hammera. Album vyšlo v březnu roku 1977 u Epic Records.

## Seznam skladeb
| Strana 1 | Strana 1                    | Strana 1          | Strana 1 |
| Pořadí   | Název                       | Autor             | Délka    |
| -------- | --------------------------- | ----------------- | -------- |
| 1.       | Freeway Jam                 | Middleton         | 7:21     |
| 2.       | Earth (Still Our Only Home) | Hammer            | 4:34     |
| 3.       | She's a Woman               | Lennon, McCartney | 4:25     |
| 4.       | Full Moon Boogie            | Hammer, Goodman   | 6:07     |

| Strana 2 | Strana 2                            | Strana 2 | Strana 2 |
| Pořadí   | Název                               | Autor    | Délka    |
| -------- | ----------------------------------- | -------- | -------- |
| 1.       | Darkness / Earth in Search of a Sun | Hammer   | 7:52     |
| 2.       | Scatterbrain                        | Beck     | 7:26     |
| 3.       | Blue Wind                           | Hammer   | 6:20     |

## Sestava
- Jeff Beck – baskytara, kytara
- Jan Hammer – klávesy, bicí, syntezátor, perkuse, piáno, zpěv
- Steve Kindler – kytara, syntezátor, housle
- Fernando Saunders – baskytara, kytara, zpěv
- Tony Smith – bicí, zpěv